# Empresa (heráldica)

Estandarte de los Reyes Católicos, en el que están incluidas el yugo y las flechas o el águila de San Juan, dos de las divisas que utilizaron durante su reinado.

En la disciplina de la heráldica, una empresa o divisa es un símbolo, lema o insignia utilizado como señal identitaria de una persona a modo de emblema. La denominación de empresa es producto de la tradición italiana, donde es conocida como impresa e inventione, mientras que la de divisa tiene que ver con la francesa, donde son llamadas devise. En España ambas acepciones son sinónimos, porque las dos se utilizaron para designarlas. En inglés son device y en alemán wahlspruch.
Tienen su origen en la segunda mitad del siglo XIV en las divisas militares, y se popularizaron en el norte de Francia, pasando a Inglaterra, y más tarde a Italia y España.
Son más conocidas las que pertenecieron a miembros de la realeza y de la nobleza, pero también fueron utilizadas por cortesanos y burgueses. Representaban a su dueño, y se utilizaban como marca de identidad en diversos soportes y ocasiones. Suelen contener un mensaje, oculto o no, a través del cual y de manera simbólica, sus propietarios pretendían mostrar su poder, resaltar diferentes aspectos u ofrecer una posición política, por lo que a menudo eran utilizados como símbolos propagandísticos. Un ejemplo de este último caso es la divisa del Ristre, creada por Álvaro de Luna para Juan II de Castilla como señal antiaragonesa.